# El Dandy (serie de televisión)
El Dandy es una serie de televisión mexicana, producida por Teleset para Sony Pictures Television y Televisa. Está basada en la película Donnie Brasco dirigida por Mike Newell en 1997. Protagonizada por  Alfonso Herrera, Itahisa Machado y Damián Alcázar, con  Héctor Holten y Fátima Molina como los villanos de la historia.

## Sinopsis
Inspirado en el drama estadounidense de 1997 Donnie Brasco, El Dandy cuenta la historia de un profesor de derecho que ha sido contratado por el procurador general, para participar en un programa de operaciones especiales, donde debe infiltrarse en uno de los cárteles de drogas más notorios de la Ciudad de México. Bajo el falso de nombre de Daniel "El Dandy" Bracho (Alfonso Herrera), comienza la tarea de identificar a todos los miembros de esta red clandestina. Sin embargo, rápidamente encuentra su aguda capacidad de trabajar con la policía, solo que es comparable con el emocionante sentido del peligro que experimenta vivir la vida al máximo. A lo largo del camino, se sirve de la ayuda de un criminal mezquino, leal, incluso corrupto llamado El Chueco (Damián Alcázar), que rápidamente se hace amigo de Bracho y se acerca peligrosamente para descubrir su verdadera identidad. Mientras más profundo está involucrado Bracho en la mafia, más trabajo le cuesta salir, y el profesor una vez incorruptible tiene que elegir entre volver a una vida normal como un ciudadano respetable o abrazar plenamente su vida criminal.

## Elenco

### Principal
- Alfonso Herrera - José Montaño / Daniel "El Dandy" Bracho
- Damián Alcázar - Juan Antonio Ramírez Trejo "El Chueco"
- Gabriela Roel - María Luisa
- Itahisa Machado - Leticia Albarrán
- Dagoberto Gama - José Luis Zamacona / El Negro[2]
- Hernán Mendoza - La Güera
- Daniel Martínez - Filiberto Ortega / Coronel Ortega
- Christian Vázquez - Toño
- Aleyda Gallardo - Fidela
- Danny Perea - Dr. Itzel / Noemí
- Francisco Pakey - El Esquimal
- Fátima Molina - Deyanira Zamacona
- Héctor Holten - Procurador/El Mayor
- Carlos Valencia - Díaz
- Amorita Rasgado - Amaranta
- Alejandro de Marino - Carlos Galindo / El Menonita
- Julia Urbini - Emilia

### Recurrente
- Aketza López - Jorge
- Elba Jiménez - Marcela
- Roberto Carlo - Jacques Jr.[3]
- Alejandro Speitzer - Serch[4]
- Oliver Avendaño - Richi Díaz
- Luis de Alba - Ecadio[5]
- Claudio Roca - Diego Durand
- Sergio Zurita - El Colorado

## Emisión internacional
La serie se emite en todo el mundo por el canal TNT Series. serie se estrenó el 26 de octubre de 2015 en Latinoamérica. La serie se estrenó el 30 de octubre de 2015 en TNT, donde se resumirá semanalmente cada viernes. En México se emitió por Canal 5 de septiembre de 2016 a enero de 2017 en el horario de las 12:00 a. m.